# Illnau-Effretikon
Illnau-Effretikon är en kommun i distriktet Pfäffikon i kantonen Zürich, Schweiz. Kommunen har 17 679 invånare (2023).
Kommunens största ort är staden Effretikon. Kyburg var tidigare en självständig kommun, men inkorporerades i Illnau-Effretikon 1 januari 2016.
| Ort                   | Invånare |
| --------------------- | -------- |
| Bisikon               | 415      |
| Effretikon            | 10 983   |
| Illnau                | 4 293    |
| Kyburg                | 205      |
| Ottikon bei Kemptthal | 455      |